# Roshan (przedsiębiorstwo)
Roshan – afgański dostawca usług telekomunikacyjnych z siedzibą w Kabulu. Przedsiębiorstwo zostało założone w 2003 roku. Jest największym operatorem telekomunikacyjnym w Afganistanie.